# Karlova (Praha)
Karlova je název ulice v Praze na Starém Městě. Ulice se kroutí mezi Malým a Křižovnickým náměstím. Je vedena východo-západním směrem. Od východu na ni navazují zleva ulice Jilská, Jalovcová, Husova, Liliová a Smetanovo nábřeží. Zprava pak Husova, Seminářská a Křižovnická. Na Křižovnickém náměstí pokračuje Karlovým mostem na Malou Stranu do Mostecké; na Malém náměstí navazuje Staroměstské náměstí.
Karlova ulice je určena pouze pro pěší. Svůj název nese po Karlu IV. Je součástí tzv. Královské cesty.

## Významné stavby
- Kostel Nejsvětějšího Salvátora
- Vlašská kaple Nanebevzetí Panny Marie
- Katedrála svatého Klimenta
- Klementinum
- Dům U Zlaté studně
- Dům U Zlatého hada (čp. 181) – v roce 1714 otevřena první kavárna v Praze
- Colloredo-Mansfeldský palác
- Dům U Francouzské koruny
- Pöttingovský palác
- Dům U Kočků

## Významné instituce
- nakladatelství Vladimíra Žikeše mělo v letech 1941–1948 sídlo v Colloredo-Mansfeldském paláci (Karlova 2)[1]
- Divadlo Ta Fantastika
- Divadlo DISK (součást Divadelní fakulty Akademie múzických umění)
- Národní knihovna České republiky Klementinum (postranní vchod)